# Megalopsallus latifrons
Megalopsallus latifrons är en insektsart som beskrevs av Knight 1927. Megalopsallus latifrons ingår i släktet Megalopsallus och familjen ängsskinnbaggar. Inga underarter finns listade i Catalogue of Life.